# Béla Lugosi
Béla Ferenc Dezső Blaskó, mais conhecido como Béla Lugosi, (Lugoj, 20 de outubro de 1882 – Los Angeles, 16 de agosto de 1956), foi um ator húngaro nascido no então Império Austro-Húngaro, na região do Banat, e radicado nos Estados Unidos.

## Biografia

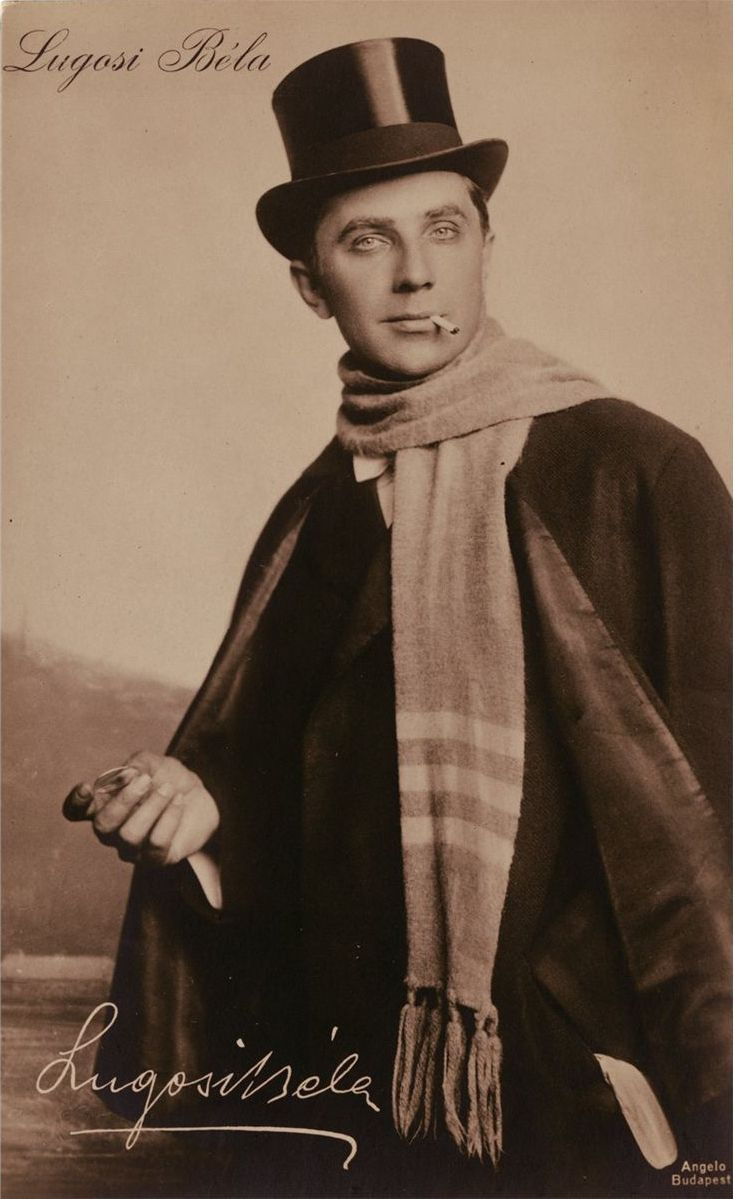
Lugosi em atuação de 1920

O mais jovem dos quatro filhos de um banqueiro, Béla Lugosi começou a sua carreira nos palcos da Europa em várias peças de William Shakespeare, mas tornou-se famoso pelo seu papel de Drácula, numa encenação da clássica história de vampiros de Bram Stoker, especializando-se em filmes de horror.

Béla Lugosi fugiu de casa aos onze anos de idade, abandonou a escola e engajou-se no trabalho de mineração. Na adolescência começou a atuar em pequenas companhias teatrais. O caminho mais comum o guiou do teatro para o cinema mudo húngaro, atuando com o nome artístico de Arisztid Olt, porém, teve que interromper seu início de atividades devido à Primeira Guerra Mundial. Há boatos de que ele tenha sido ferido três vezes, assim causando sua futura dependência em morfina para aliviar as dores que o seguiram pelo resto de sua vida. Há também uma versão que diz que ele conseguiu evitar o serviço se passando por louco.

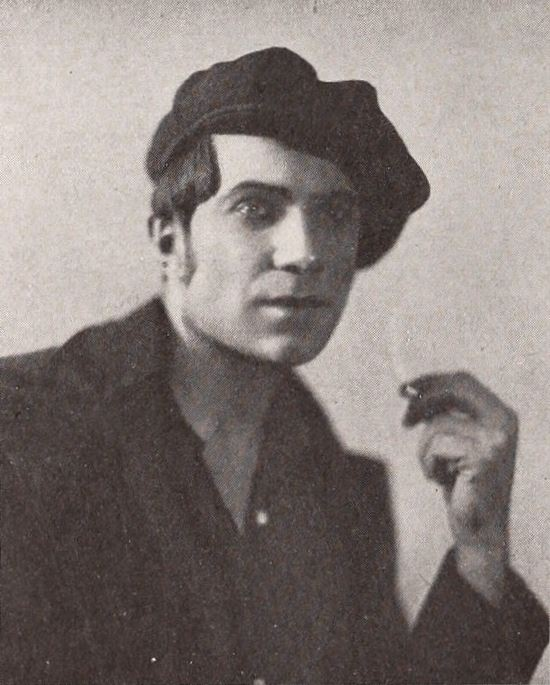
Lugosi em Shadowland Magazine, 1923

Após ser liberado do serviço militar, teve uma vida conturbada. Fez cerca de 12 filmes, casou-se pela primeira de cinco vezes e saiu da Hungria por conta das suas opiniões políticas antifascistas. Refugiou-se na Alemanha, onde permaneceu pouco tempo, para depois migrar para os Estados Unidos, país em que alcançou a fama. Béla participou do teatro na comunidade húngaro-americana e após algum tempo ganhou a oportunidade de interpretar Drácula, numa adaptação teatral escrita por John Balderston.
Sua interpretação única e assustadora nesta peça foi que abriu as portas para seu estrelato no cinema. O diretor Tod Browing descobriu Béla e o chamou para interpretar o vampiro em sua versão cinematográfica de Drácula. Este papel lhe deu estrelato ao mesmo tempo o marcou como "um ator de um só papel".

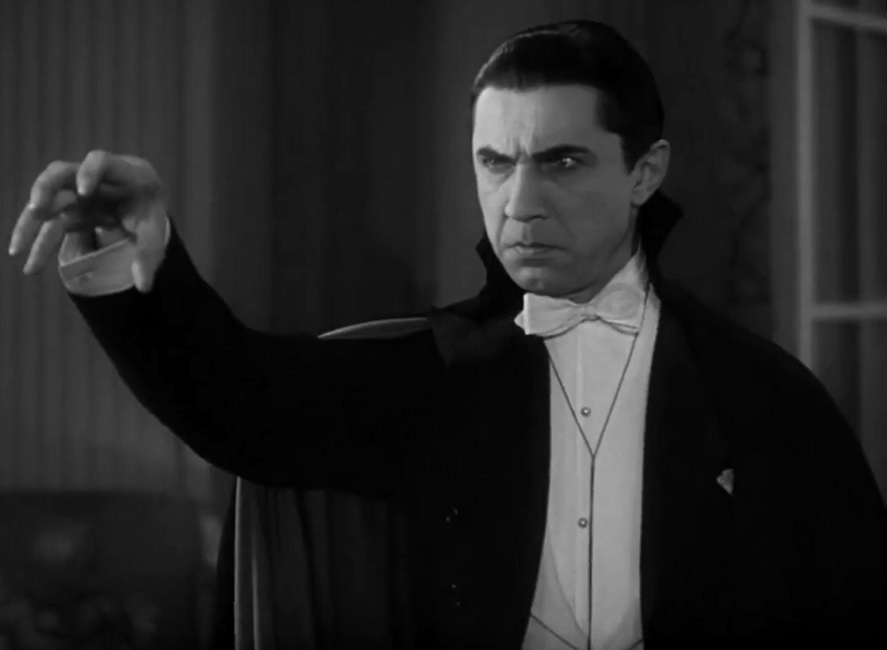
Lugosi como Dracula, papel que marcou sua carreira

Béla fez vários outros filmes de horror, como também de outros gêneros. Dentre os de horror, merecem destaque Murders in the Rue Morgue, The Raven e Mark of Vampire. Porém, o ator não conseguiu estabilidade no cinema e passou a atuar em filmes baratos, na década de 1930. Conseguiu bons papéis, como em Son of Frankenstein, The Ghost of Frankenstein e The Corpse Vanishes. Porém, estereotipado como "Drácula" e seguindo o mesmo declínio do gênero na década de 40, no qual os monstros clássicos protagonizavam filmes em que se enfrentavam, Bela ficou desempregado.
Foi descoberto por Ed Wood, que gravou alguns filmes com ele. Diz-se que Ed Wood arcou com vários custos de internação de Béla, que estava consumido pelo vício em morfina.
O último filme de Béla Lugosi foi Plan 9 from Outer Space, de Ed Wood. Porém, Bela filmou somente uma semana, falecendo de ataque cardíaco no dia 16 de agosto de 1956. Bela foi sepultado com o traje de Drácula a pedido do seu filho e da sua quarta esposa, no cemitério de Holy Cross, na cidade de Culver City, Califórnia. Contrariando a crença popular, Lugosi nunca teria pedido para ser sepultado com o traje, tendo deixado essa decisão ao filho e esposa. Béla Lugosi Jr. confirmaria em várias ocasiões que ele e a sua mãe teriam tomado a decisão. Béla Lugosi foi interpretado no cinema por Martin Landau, ganhador do Oscar por este papel, no filme Ed Wood, de Tim Burton.

## Legado

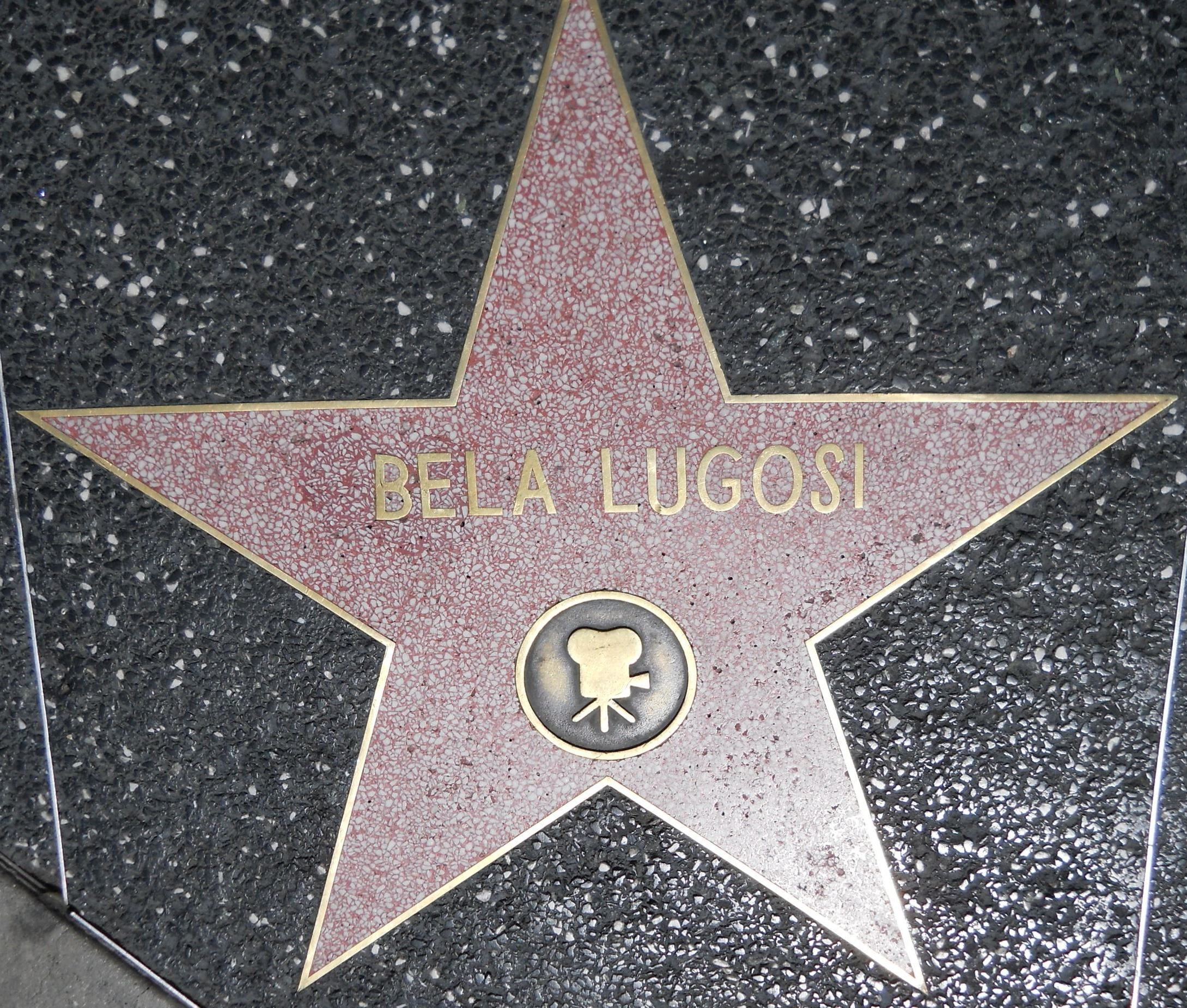
Estrela de Bela Lugosi na Hollywood Walk of Fame at 6340 Hollywood Blvd

Lugosi ganhou uma estrela no Hollywood Walk of Fame.
Uma estátua de Lugosi pode ser vista hoje em um dos cantos do Castelo Vajdahunyad, em Budapeste.
A capa que Lugosi usou no filme Dracula, sobrevive ainda hoje na posse da Universal Studios.
Em 1963, Andy Warhol fez uma pintura de telas de seda com imagens de Lugosi de um filme de Drácula, que está na coleção do Museu Boijmans van Beuningen.
Três projetos de Lugosi foram destaque no programa de televisão Mystery Science Theater 3000: The Corpse Vanishes apareceu no episódio 105; a série The Phantom Creeps por toda a segunda temporada e a produção de Ed Wood, Bride of the Monster, no episódio 423.
Um episódio de Sledge Hammer intitulado Last of the Red Hot Vampires foi uma homenagem a Béla Lugosi, no final do episódio, que foi dedicado ao "Sr. Blasko".
Bauhaus, uma banda de rock formada em Northampton, em 1978, escreveu uma canção intitulada Bela Lugosi's Dead,  lançada em agosto de 1979, muitas vezes considerada a canção que deu origem ao estilo gótico na música.
O filme "Ed Wood", de 1994, dirigido por Tim Burton, mostra a relação do diretor que dá título ao longa com Bela Lugosi, vivido por Martin Landau, que acabou ganhando no ano seguinte o Oscar de Melhor Ator Coadjuvante por sua interpretação.

## Filmografia
- 1917 Az Ezredes
- 1920 Der Januskopf
- 1923 The Silent Command
- 1924 The Rejected Woman
- 1925 Midnight Girl
- 1925 Daughters Who Pay
- 1928 How to Handle Women
- 1929 The Veiled Woman
- 1929 Prisoners
- 1929 The Thirteenth Chair
- 1930 Viennese Nights
- 1930 Such Men Are Dangerous
- 1930 Wild Company
- 1930 Oh, for a Man
- 1930 Renegades
- 1931 The Black Camel
- 1931 Women of All Nations
- 1931 Drácula
- 1931 Fifty Million Frenchmen
- 1931 Broadminded
- 1932 Nhandu the Magician
- 1932 Murders in the Rue Morgue
- 1932 White Zombie
- 1932 Island of Lost Souls
- 1933 International House
- 1933 Night of Terror
- 1933 The Devil's in Love
- 1933 The Death Kiss
- 1933 The Whispering Shadow
- 1934 Chandu on the Magic Island
- 1934 Gift of Gab
- 1934 The Return of Chandu
- 1934 The Black Cat
- 1935 The Best Man Wins
- 1935 The Mysterious Mr. Wong
- 1935 The Raven
- 1935 Mark of the Vampire
- 1935 Murder by Television
- 1935 Phantom Ship
- 1936 The Invisible Ray
- 1936 Postal Inspector
- 1936 Shadow of Chinatown
- 1936 Dracula's Daughter
- 1937 S.O.S. Coast Guard
- 1939 Son of Frankenstein
- 1939 The Phantom Creeps
- 1939 The Human Monster
- 1939 The Gorilla
- 1939 Ninotchka
- 1940 The Saint's Double Trouble
- 1940 Saturday Night Serials
- 1940 You'll Find Out
- 1940 Black Friday
- 1941 The Wolf Man
- 1941 The Black Cat
- 1941 Spooks Run Wild
- 1941 The Devil Bat
- 1941 The Invisible Ghost
- 1942 Black Dragons
- 1942 Dick Tracy, Detective
- 1942 Frankenstein Meets the Wolfman
- 1942 Bowery at Midnight
- 1942 Dick Tracy vs. Cueball
- 1942 The Corpse Vanishes
- 1942 Night Monster
- 1942 The Ghost of Frankenstein
- 1943 The Return of the Vampire
- 1943 The Old Dark House
- 1943 The Ape Man
- 1943 Ghosts on the Loose
- 1944 Matinee Double Feature
- 1944 Return of the Ape Man
- 1944 Zombies on Broadway
- 1944 One Body Too Many
- 1944 Voodoo Man
- 1945 The Body Snatcher
- 1946 Genius at Work
- 1947 Scared to Death
- 1947 Dick Tracy Meets Gruesome
- 1948 Abbott and Costello Meet Frankenstein
- 1952 Bela Lugosi Meets a Brooklyn Gorilla
- 1952 Old Mother Riley Meets the Vampire
- 1953 Glen or Glenda?
- 1955 Bride of the Monster
- 1956 The Black Sleep
- 1959 Plan 9 from Outer Space